# Championnat de Bolivie de football 2002
Navigation
Saison précédente Saison suivante
La saison 2002 du Championnat de Bolivie de football est la vingt-huitième édition du championnat de première division en Bolivie. Le championnat est scindé en deux tournois saisonniers dont les deux vainqueurs s'affrontent en finale pour le titre national. Cette saison est la dernière à se dérouler selon le système du championnat annuel.
C'est le club de Bolivar La Paz qui remporte la compétition cette saison après avoir gagné les deux tournois saisonniers. C'est le douzième titre de champion de Bolivie de l'histoire du club.

## Qualifications continentales
Le club vainqueur du championnat se qualifie pour la prochaine édition de la Copa Libertadores accompagné par le club battu en finale nationale. Une troisième place est attribuée au vainqueur du barrage entre les deux deuxièmes des tournois. Enfin, le vainqueur du championnat obtient son billet pour la Copa Sudamericana 2003.

## Les clubs participants
| - Jorge Wilstermann Cochabamba - Mariscal Braun - Oriente Petrolero - Bolivar La Paz - Club Blooming - Iberoamericana La Paz | - San José Oruro - Promu de Primera B - Real Potosi - Unión Tarija - The Strongest La Paz - Club Independiente Petrolero - Club Deportivo Guabirá |

## Compétition
Le barème utilisé pour établir l'ensemble des classements est le suivant :
- Victoire : 3 points
- Match nul : 1 point
- Défaite : 0 point

### Tournoi Ouverture
| Rang | Équipe                       | Pts | J  | G  | N | P  | Bp | Bc | Diff |
| ---- | ---------------------------- | --- | -- | -- | - | -- | -- | -- | ---- |
| 1    | Bolívar La Paz               | 49  | 22 | 16 | 1 | 5  | 56 | 23 | +33  |
| 2    | The Strongest La Paz         | 42  | 22 | 13 | 3 | 6  | 37 | 23 | +14  |
| 3    | Oriente PetroleroT           | 39  | 22 | 12 | 3 | 7  | 61 | 35 | +26  |
| 4    | Club Blooming                | 37  | 22 | 12 | 1 | 9  | 43 | 45 | -2   |
| 5    | Jorge Wilstermann Cochabamba | 35  | 22 | 10 | 5 | 7  | 46 | 35 | +11  |
| 6    | Iberoamericana La Paz        | 32  | 22 | 10 | 2 | 10 | 33 | 32 | +1   |
| 7    | Unión Tarija                 | 29  | 22 | 8  | 5 | 9  | 29 | 34 | -5   |
| 8    | Real Potosí                  | 28  | 22 | 8  | 4 | 10 | 46 | 50 | -4   |
| 9    | Club Deportivo Guabirá       | 28  | 22 | 8  | 4 | 10 | 23 | 44 | -21  |
| 10   | Club Independiente Petrolero | 23  | 22 | 6  | 5 | 11 | 26 | 43 | -17  |
| 11   | San José OruroP              | 22  | 22 | 6  | 4 | 12 | 35 | 40 | -5   |
| 12   | Mariscal Braun               | 12  | 22 | 3  | 3 | 16 | 17 | 48 | -31  |

### Tournoi Clôture
| Rang | Équipe                       | Pts | J  | G  | N | P  | Bp | Bc | Diff |
| ---- | ---------------------------- | --- | -- | -- | - | -- | -- | -- | ---- |
| 1    | Bolívar La Paz               | 50  | 22 | 15 | 5 | 2  | 70 | 16 | +54  |
| 2    | Oriente PetroleroT           | 43  | 22 | 13 | 4 | 5  | 59 | 32 | +27  |
| 3    | The Strongest La Paz         | 36  | 22 | 10 | 6 | 6  | 46 | 26 | +20  |
| 4    | Real Potosí                  | 34  | 22 | 10 | 4 | 8  | 46 | 40 | +6   |
| 5    | Jorge Wilstermann Cochabamba | 31  | 22 | 8  | 7 | 7  | 34 | 35 | -1   |
| 6    | Iberoamericana La Paz        | 29  | 22 | 9  | 2 | 11 | 30 | 38 | -8   |
| 7    | Club Blooming -3             | 29  | 22 | 10 | 2 | 10 | 40 | 53 | -13  |
| 8    | San José OruroP              | 29  | 22 | 8  | 5 | 9  | 32 | 47 | -15  |
| 9    | Club Deportivo Guabirá       | 23  | 22 | 6  | 5 | 11 | 25 | 45 | -20  |
| 10   | Unión Tarija                 | 22  | 22 | 5  | 7 | 10 | 28 | 42 | -14  |
| 11   | Club Independiente Petrolero | 20  | 22 | 4  | 8 | 10 | 26 | 39 | -13  |
| 12   | Mariscal Braun               | 18  | 22 | 5  | 3 | 11 | 21 | 44 | -23  |

- Club Blooming reçoit une pénalité de 3 points pour avoir aligné une équipe junior avec seulement 5 joueurs sous licence professionnelle.

### Relégation
Un classement sur l'ensemble des deux phases régulières de la saison est réalisé. Le dernier est directement relégué tandis que l'avant-dernier doit disputer un barrage de promotion-relégation face au deuxième du Torneo Simon Bolivar, la deuxième division bolivienne.
| Rang | Équipe                       | Pts | J  | G  | N  | P  | Bp  | Bc | Diff |
| ---- | ---------------------------- | --- | -- | -- | -- | -- | --- | -- | ---- |
| 1    | Bolívar La Paz               | 99  | 44 | 31 | 6  | 7  | 126 | 39 | +87  |
| 2    | Oriente PetroleroT           | 82  | 44 | 25 | 7  | 12 | 120 | 67 | +53  |
| 3    | The Strongest La Paz         | 78  | 44 | 23 | 9  | 12 | 83  | 49 | +34  |
| 4    | Jorge Wilstermann Cochabamba | 66  | 44 | 18 | 12 | 14 | 80  | 70 | +10  |
| 5    | Club Blooming -3             | 66  | 44 | 22 | 3  | 19 | 83  | 98 | -15  |
| 6    | Real Potosí                  | 62  | 44 | 18 | 8  | 18 | 92  | 90 | +2   |
| 7    | Iberoamericana La Paz        | 61  | 44 | 19 | 4  | 21 | 63  | 70 | -7   |
| 8    | Unión Tarija                 | 51  | 44 | 13 | 12 | 19 | 57  | 76 | -19  |
| 9    | San José OruroP              | 51  | 44 | 14 | 9  | 21 | 67  | 87 | -20  |
| 10   | Club Deportivo Guabirá       | 51  | 44 | 14 | 9  | 21 | 48  | 89 | -41  |
| 11   | Club Independiente Petrolero | 43  | 44 | 10 | 13 | 21 | 52  | 82 | -30  |
| 12   | Mariscal Braun               | 27  | 44 | 8  | 6  | 30 | 38  | 92 | -54  |

#### Barrage de promotion-relégation
| Équipe 1                          | Résultat | Équipe 2        | Aller | retour |
| --------------------------------- | -------- | --------------- | ----- | ------ |
| Club Independiente Petrolero (D1) | 2 - 0    | (D2) CD Fancesa | 0 - 0 | 2 - 0  |

## Bilan de la saison
| Championnat de Bolivie de football 2002 |                            |
| Champion                                | Bolivar La Paz (12e titre) |
| Qualifications continentales            |                            |
| Copa Libertadores 2003                  | Bolivar La Paz             |
| Copa Libertadores 2003                  | Oriente Petrolero          |
| Copa Libertadores 2003                  | The Strongest La Paz       |
| Copa Sudamericana 2003                  | Bolivar La Paz             |
| Promotions et relégations               |                            |
| Promus en Primera A                     | Aurora Cochabamba          |
| Relégués en Torneo Simon Bolívar        | Mariscal Braun             |